# Enchanted Oaks
Enchanted Oaks es un pueblo ubicado en el condado de Henderson en el estado estadounidense de Texas. En el Censo de 2010 tenía una población de 326 habitantes y una densidad poblacional de 318,66 personas por km².

## Geografía
Enchanted Oaks se encuentra ubicado en las coordenadas 32°16′00″N 96°6′32″O / 32.26667, -96.10889. Según la Oficina del Censo de los Estados Unidos, Enchanted Oaks tiene una superficie total de 1.02 km², de la cual 1.02 km² corresponden a tierra firme y (0%) 0 km² es agua.

## Demografía
Según el censo de 2010, había 326 personas residiendo en Enchanted Oaks. La densidad de población era de 318,66 hab./km². De los 326 habitantes, Enchanted Oaks estaba compuesto por el 95.4% blancos, el 0.31% eran afroamericanos, el 1.53% eran amerindios, el 0% eran asiáticos, el 0% eran isleños del Pacífico, el 0.31% eran de otras razas y el 2.45% pertenecían a dos o más razas. Del total de la población el 7.36% eran hispanos o latinos de cualquier raza.